# Kistó
Kistó Ózd egyik városrésze, Sajóvárkonytól délre található. Neve onnan származik, hogy korábban egy tó volt a település helyén. A városrész domboldalra épült, ezért a gyalogos közlekedést bizonyos helyeken lépcsőkkel oldották meg. A településen található két üres telek, ahová nem épült semmilyen épület. Az egyiket „focipályának” nevezik a helyi lakosok. Kistó jelenleg nem érhető el tömegközlekedéssel.

## Története
Kistóban az 1950es években építették meg az első lakóházakat. Az első utcát a település nevéből adódóan Kistó utcának nevezték el.
Később, az 1990-es években kibővítették Kistót az Etele, Várkonyi és Tinódi utcával, a lakosok körében "új Kistóként" terjedt el a környék.

## Érdekességek
Jelenleg (2023. november) Kistóban csak egy közlekedési tábla van.